# شعر ناب
شعر ناب جریانی در شعر نو ایران است که توسط منوچهر آتشی در سال‌های دههٔ ۱۳۵۰ بنیان گذاشته شد.
منوچهر آتشی در نیمهٔ اول دههٔ پنجاه مسئول صفحهٔ شعر مجلهٔ تماشا وابسته به رادیو و تلویزیون بود. وی با معرفی شاعری به نام آریا آریاپور (حمید کریم‌پور) از او به عنوان یکی از شاعران «شعر ناب» نام برد. پس از آن شاعران دیگری نیز به این جریان پیوستند؛ شاعرانی جوان که اغلب اهل مسجد سلیمان بودند و به گفتهٔ شمس لنگرودی اغلب آنان متأثر از شعر هوشنگ چالنگی و بعضاً متأثر از شعر بیژن جلالی بودند.
با معرفی آریا آریاپور در مجلهٔ تماشا و دفاع شورانگیز منوچهر آتشی از شعر او، شاعران جوانی که شعرشان به لحاظ زیبایی‌شناسی در این حوزه از شعر موج نو قرار می‌گرفت و بعضاً نیز با «کارگاه شعر» اسماعیل نوری‌علاء همکاری‌هایی داشته‌اند، به مجلهٔ تماشا روی می‌آورند و بدین ترتیب، موج ناب پا می‌گیرد و به جریان می‌افتد. نحله‌ای که پاره‌ای از خامی‌ها و ناپیراستگی‌ها، هرز رفتن‌ها، خشک‌زبانی‌ها و صناعات دروغین بی‌حس و حال موج نو اولیه را یک‌سو می‌زند، و تحت مراقبت‌های ویژهٔ منوچهر آتشی گاه اشعاری در آن یافت می‌شود که به تمام معنا، شعر ناب است.
موج ناب در حال کامیابی است که انقلاب ۱۳۵۷ ایران پیش می‌آید و با پراکندن شاعران آن متوقف می‌شود. شاعران مطرح موج ناب در فاصله سال‌های ۱۳۵۵ تا ۱۳۵۷ عبارت بودند از: هرمز علی پور، آریا آریاپور، سیدعلی صالحی، مجید فروتن، سیروس رادمنش و یارمحمد اسدپور.
از دیگر شاعرانی که از آنان نام برده می‌شد؛ رستم‌الله مرادی، عزت قاسمی، فیروزه میزانی، پرویز اسلامپور، احمدرضا چه‌کنی، فرامرز سلیمانی، علیمراد موری علول مهین خدیوی و قاسم آهنین‌جان بوده‌اند.
ابراهیم ناصری کریم وند شاعر در دهه هشتاد و نود توسط یارمحمد اسدپور معرفی گردید.